# Straubing
Straubing est une commune de Bavière en Allemagne (en Basse-Bavière) et capitale de l’arrondissement (Landkreis) Straubing-Bogen. Au nord se trouvent la forêt bavaroise et le Danube. Les habitants s’appellent « Straubinger ».
La ville de Straubing se trouve dans le Gäuboden, où les conditions sont parfaites pour l’agriculture. Toutes les années, il y a une grande fête à Straubing, le Gäubodenvolksfest, qui est semblable à la Fête de la bière de Munich. Plus d'un million de gens voient le Gäubodenvolksfest chaque année.

## Histoire
| Appartenances historiques Duché de Bavière 1218–1255 Duché de Basse-Bavière 1255–1353 Duché de Bavière-Straubing 1353-1429 Duché de Bavière-Munich 1429-1505 Duché de Bavière 1505–1623 Électorat de Bavière 1623–1806 Royaume de Bavière 1806–1871 Empire allemand 1871-1918 République de Weimar 1918–1933 Reich allemand 1933–1945 Allemagne occupée 1945–1949 Allemagne de l'Ouest 1949–1990 Allemagne 1990-présent |

En archéologie, on distingue une Culture de Straubing à l'âge du bronze. Après la période de Hallstatt, les Romains conquièrent la région. Ils règnent sur Sorviodurum pendant quatre siècles. Le trésor romain exposé à présent dans le musée municipal en témoigne. Puis, les Bavarii y habitent qui donnent le nom Strupinga à leur village. L’empereur Otton Ier (936–973) fait de la région un fief de sa lignée. En 1029, l'évêché d'Augsbourg reçoit le village de Straubing en apanage.
En 1218, Louis Ier de Bavière fonde la nouvelle ville de Straubing qui devient un centre de l’administration wittelsbachienne. En 1353, Straubing devient résidence du duché de Bavière-Straubing. Après la mort du dernier duc, la ville est administrée par le duché de Bavière-Munich. C'est à Straubing qu'en 1435, l'épouse occulte de l'héritier unique du trône de Bavière, la roturière Agnès Bernauer, fut noyée dans le Danube sur ordre du duc. En 1568, Jakob Sandtner construit un plan-relief de la ville. Après une conversion à la réforme, la ville revint au catholicisme.

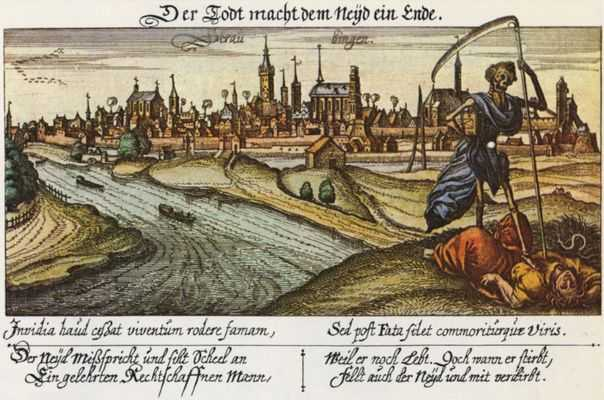
Straubing vers 1630.

Pendant la guerre de Trente Ans, presque la moitié de la population meurt. En 1704, les Autrichiens conquièrent la ville. En 1780, un incendie détruit une grande partie de la ville. En 1812, le premier Gäubodenvolksfest a lieu. À la fin du XIXe siècle, la prison de Straubing est fondée. En 1920, il y a une révolte contre l’abolition de l’abattage privé. Après la Seconde Guerre mondiale, la ville connaît une période de forte croissance économique.
Plus récemment, un port a été construit sur le Danube, et un centre de biotechnologie a été établi. En 1997, la ville a célébré son 1100e anniversaire. En 2003, on fête le 650e anniversaire du duché de Bavière-Straubing.

## Édifices notables

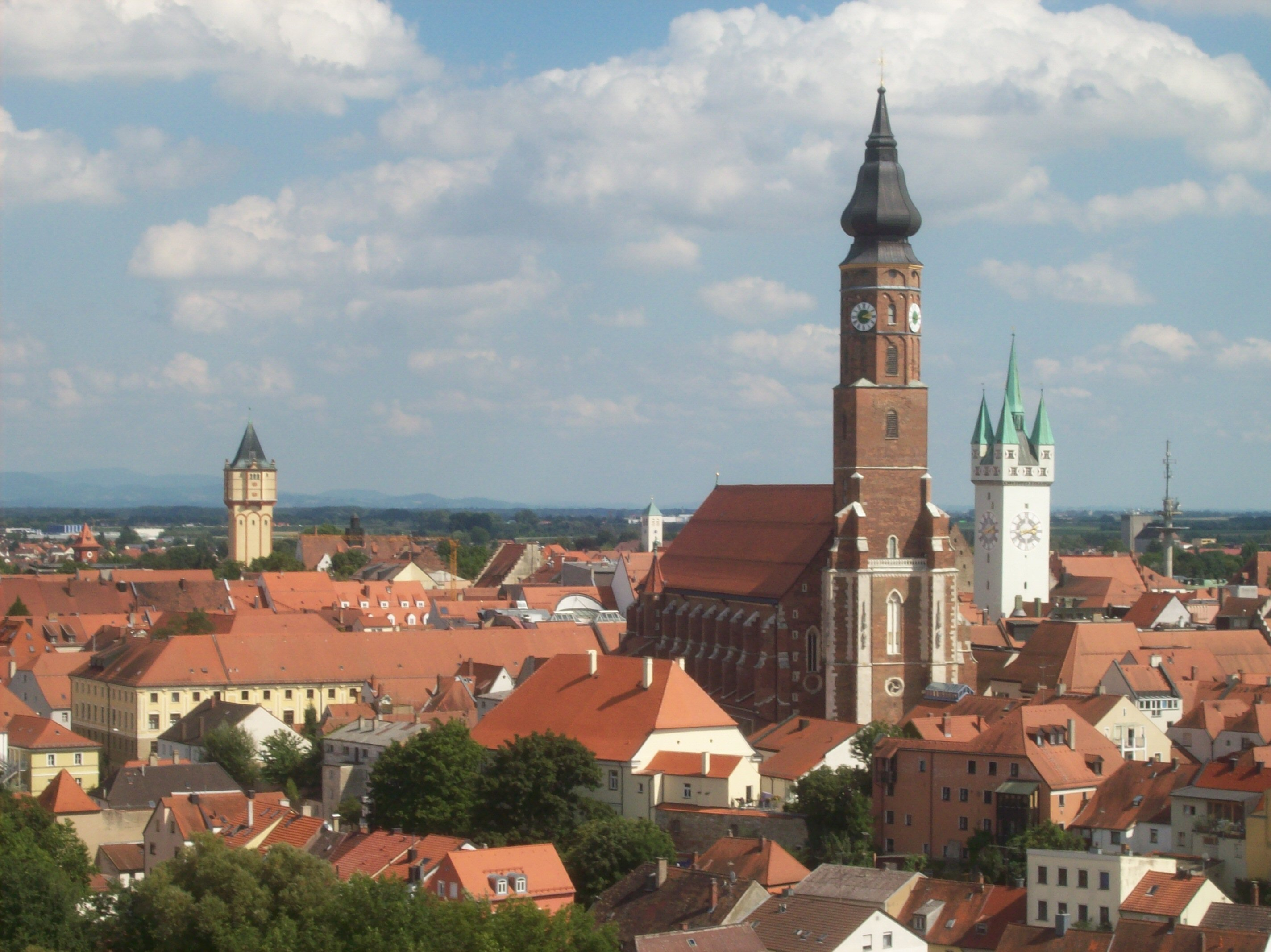
Basilique Saint-Jacob de Straubing

L'un des plus importants édifices de la ville est la basilique Saint-Jacob de Straubing

## Personnalités
- Hans Adlhoch (1884-1945), résistant allemand au nazisme
- Mathias von Flurl, pionnier de la géologie et de la minéralogie en Bavière
- Joseph von Fraunhofer, physicien
- Siegfried Mauser, pianiste
- Emanuel Schikaneder, acteur et metteur en scène, librettiste de La Flûte enchantée
- Rex Gildo, chanteur allemand
- Elli Erl, a gagné la deuxième saison de Deutschland sucht den SuperStar (DSDS)
- Christian Gerhaher, baryton
- Ulrich Schmidl (1510-1574), lansquenet allemand au service des conquistadors, explorateur, chroniqueur et conseiller municipal
- Lilly Among Clouds (née en 1990), chanteuse allemande.

## Jumelages
- Romans-sur-Isère (France) depuis 1970
- Tuam (Irlande)
- Wels (Autriche)